# Мефодій (Срібняк)
Мефодій (в миру Срібня́к Мико́ла Микола́йович; 8 червня 1957, Грабівка) — архієрей Православної церкви України (до 15 грудня 2018 року — Української православної Ццеркви Київського патріархату), архієпископ Сумський та Охтирський. Активіст української діаспори східного Сибіру (1992—1995).

## Біографія
Народився у селі Грабівка Калуського району Івано-Франківської області.
В юності переїхав до Сибіру. З 1978 по 1986 роки працював лісівником та старшим лісівником у Красноярському краї (Російська Федерація). 1985 закінчив Сибірський технологічний інститут.
З 1986 по 1992 працював заступником директора Іркутського медично-оздоровчого центру. Навчався у медичному училищі, а згодом — в Іркутському медичному інституті, який не закінчив з причини свого від'їзду до України (1994).
1992—1994 — голова Українського земляцтва Іркутська.
1995 владикою Адріаном, в Богоявленському соборі міста Ногінська (Московська область) рукоположений на диякона, а згодом — на священика.
З 1996 по травень 2004 — секретар Дніпропетровсько-Криворізької єпархії, одночасно настоятель храму Святого Духа у Дніпропетровську. Навчався у духовній семінарії в Ногінську, згодом — у Волинській духовній семінарії, яку закінчив 1999.
2004 року закінчив Львівську духовну академію.

### Архієрейство
14 травня 2004, рішенням Священного синоду Української православної церкви Київського патріархату, клірика Дніпропетровської єпархії протоієрея Миколу Срібняка було обрано на єпископа Сумського і Охтирського.
23 травня 2004, після святкового богослужіння на честь просвітителів слов’ян святих рівноапостольних Кирила і Мефодія, звершеного напередодні дня їх церковної пам'яті, намісником Свято-Михайлівського Золотоверхого монастиря о. Микола Срібняк був пострижений у чернецтво з іменем Мефодій.
5 червня 2004 у Свято-Володимирському патріаршому кафедральному соборі після Всенічного бдіння відбувся чин наречення ієромонаха Мефодія на єпископа Сумського і Охтирського, який звершили Святійший Патріарх Київський і всієї Руси-України Філарет, архієпископ Переяслав-Хмельницький Димитрій (Рудюк), єпископи Білоцерківський Олександр (Решетняк) та Харківський і Богодухівський Флавіан (Пасічник).
6 червня 2004 у співслужінні архієреїв, які брали участь у нареченні, Патріарх Філарет за Божественною літургією звершив хіротонію ієромонаха Мефодія (Срібняка) на єпископа Сумського і Охтирського
2 лютого 2006 призначається тимчасово керуючим Чернігівською єпархією за сумісництвом, керував до 13 травня 2008.
23 січня 2012 Указом Святійшого Патріарха Філарета возведений в сан архієпископа.

Єпископ Мефодій на урочистостях з нагоди Дня незалежності (Луганськ)

15 грудня 2018 року разом із усіма іншими архієреями УПЦ КП взяв участь у Об'єднавчому соборі в храмі Святої Софії.
У кінці квітня 2019 р. брав участь у зустрічі 58 ОМПБр. Заходи проводились на Сумщині. Того ж дня молився за полеглих бійців бригади.

### Нагороди
Удостоєний вищих церковних нагород: Орден Юрія Переможця (14 грудня 2006).